# Gerald et Sara Murphy
Pour les articles homonymes, voir Murphy.

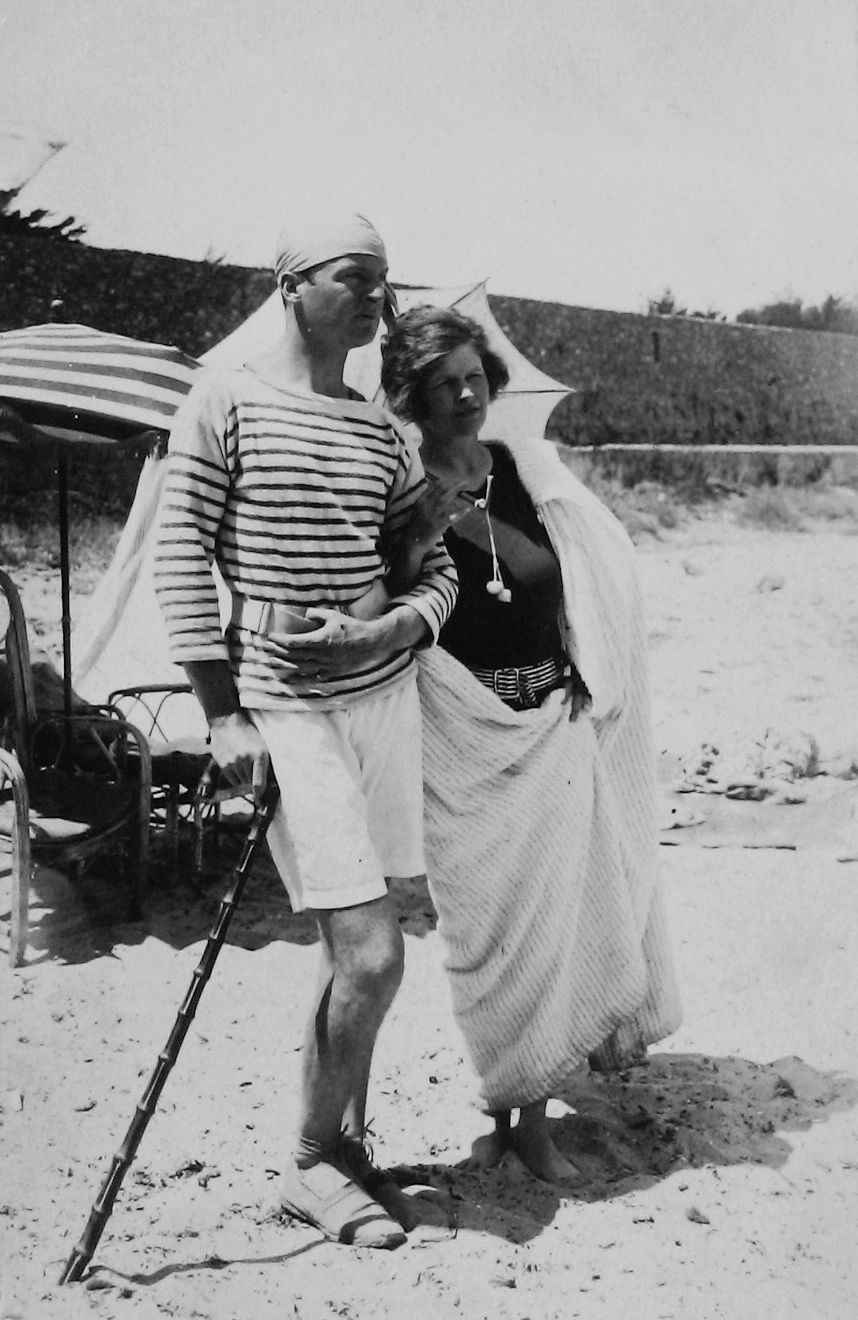
Gerald et Sara Murphy au Cap d’Antibes

Gerald Clery Murphy et Sara Sherman Wiborg étaient de riches américains expatriés installés sur la Côte d'Azur au début du XXe siècle et qui, avec leur sens de l'hospitalité et leur goût de la fête, créèrent autour d'eux un cercle social particulièrement vivant dans les années 1920, dont firent partie de nombreux artistes et écrivains de la Génération perdue. Gerald fit une courte mais significative carrière de peintre.

## Gerald Murphy
Gerald Clery Murphy (25 mars 1888 – 17 octobre 1964) est né à Boston dans la famille propriétaire de la chaîne de magasins Mark Cross Company. Gerald fut un esthète dès l'enfance, jamais à l'aise dans les comités et autres clubs sociaux où l'emmenait son père. Il échoue trois fois à l'examen d'entrée de Yale avant d'y faire ses études. Il y rejoint les élitistes cercles d'étudiants Delta Kappa Epsilon et Skull & Bones et se lie d'amitié, en première année, avec Cole Porter qu'il introduit dans DKE. Murphy présente Porter à ses amis, faisant de lui le compositeur des spectacles musicaux de Yale.

## Sara Sherman Wiborg
Sara Sherman Wiborg (7 novembre 1883 – 10 octobre 1975) est née à Cincinnati (Ohio), dans la riche famille Wiborg. Son père, Frank Bestow Wiborg, était un millionnaire autodidacte, et sa mère appartenait à la respectable famille Sherman, fille de Hoyt Sherman, et nièce du général William Tecumseh Sherman, en charge au moment de la guerre de Sécession. Après avoir passé son enfance à Cincinnati, elle suit la famille en Allemagne pour plusieurs années alors qu'elle est adolescente, afin que son père se concentre sur l'expansion européenne de sa société. À leur retour aux États-Unis, ils s'installent à New York puis dans le village de East Hampton (New York), où ils furent parmi les premiers riches à élire domicile.

## Mariage
Sara Wiborg et Gerald Murphy se rencontrent adolescents à East Hampton. Gerald était cinq ans plus jeune que Sara, et ils restent longtemps de simples amis; ils ne se fiancent qu'en 1915, alors que Sara a 32 ans. Ses parents n'approuvent pas l'union, que les parents de Gerald voient également d'un mauvais œil, sans doute du fait de la mésentente du père et du fils.
Après leur mariage, ils s'installent au 50 West de la 11e rue à New York, où la famille s'agrandit vite de trois enfants. En 1921, ils partent pour Paris, pour échapper aux restrictions de New York et à leurs familles respectives. Gerald commence à peindre et ils font la connaissance des artistes avec lesquels ils deviendront célèbres. Mais c'est surtout en s'installant sur la Côte d'Azur qu'ils deviennent le centre d'un large cercle d'artistes et d'écrivains, parmi lesquels Zelda et F. Scott Fitzgerald, Ernest Hemingway, John Dos Passos, Fernand Léger, Jean Cocteau, Pablo Picasso, Archibald MacLeish, John O'Hara, Cole Porter, Dorothy Parker et Robert Benchley.

## Mort et héritage
Gerald meurt le 17 octobre 1964 à East Hampton. Sara meurt le 10 octobre 1975 à Arlington (Virginie). Nicole et Dick Diver, le couple de héros du roman Tendre est la nuit signé F. Scott Fitzgerald, sont facilement assimilables aux Murphy via les similarités physiques, bien que nombre de leurs amis, tout comme les Murphy eux-mêmes, y aient reconnu surtout les personnalités et la relation du couple Fitzgerald. Le couple du Jardin d'Éden d'Ernest Hemingway n'est pas explicitement inspiré par Sara et Gerald mais certains détails et le lieu (Nice), font inévitablement penser à leurs vies.
En 1971 paraît Living Well Is the Best Revenge, la biographie de Gerald et Sara Murphy par Calvin Tomkins. Amanda Vaill écrit sur eux dans son livre Everybody Was So Young paru en 1995. Les deux livres se montrent bienveillants à leur égard, contrairement à leurs portraits dans les mémoires ou les œuvres de fiction de leurs nombreux amis, dont Fitzgerald et Hemingway.
En 1982, Honoria Murphy Donnelly, la fille du couple, écrit Sara & Gerald: Villa America and After avec Richard N. Billings. Le 12 juillet 2007, une pièce de Crispin Whittell intitulé Villa America, entièrement basée sur les relations de Gerald et Sara Murphy avec leur cercle d'amis est représenté pour la première fois au Festival Williamstown avec Jennifer Mudge dans le rôle de Sara Murphy.

### Peintures de Gerald Murphy
Gerald ne peignit que de 1921 à 1929; il est connu pour ses peintures de natures mortes dans un style précisionniste et cubiste. Dans les années 1920, avec d'autres peintres américains modernistes  installés en Europe comme Charles Demuth et Stuart Davis, il créa des peintures préfigurant le mouvement pop art, contenant l'imagerie de la pop culture comme des objets triviaux issus du design commercial américain,,.
- Wasp and Pear, 1929
- Cocktail, 1927
- « Watch, 1925 »(Archive.org • Wikiwix • Archive.is • Google • Que faire ?) (consulté le 5 septembre 2017)
- « Razor, 1924 »(Archive.org • Wikiwix • Archive.is • Google • Que faire ?) (consulté le 5 septembre 2017)

### Peintures de Sara Murphy par Picasso
Pablo Picasso, ami avec Sara, la représenta dans plusieurs œuvres réalisées en 1923 :
- Femme assise les bras croisés.
- Portrait de Sarah Murphy
- Buste de Femme (Sara Murphy)
- Femme assise en bleu et rose